# Rūta Rikterė
Rūta Rikterė (auch Ibelgauptienė, geb. Šmigelskaitė; * 2. Januar 1963 in Elektrėnai) ist eine litauische Pianistin und Musikpädagogin, Professorin an der Litauischen Musik- und Theaterakademie.

## Leben
Von 1981 bis 1986 absolvierte sie das Studium bei Jurgis Karnavičius senior und von 1987 bis 1988 bildete sich weiter an der Lietuvos valstybinė konservatorija in Vilnius. Seit 1988 spielt sie im Duett mit Zbignevas Ibelgauptas. Ab 1989 lehrte sie an der Lietuvos konservatorija, ab 1999 als Dozentin. Sie lehrt als Professorin im Klavierlehrstuhl an der Musikfakultät der Litauischen Musik- und Theaterakademie. 1997 wurde sie mit dem Litauischen Nationalpreis für Kultur und Kunst (mit Z. Ibelgauptas) ausgezeichnet.